# NAIRU
NAIRU, Non-Accelerating Inflation Rate-of-Unemployment, även kallat jämviktsarbetslöshet, är ett nationalekonomiskt begrepp för den arbetslöshetsnivå som är förenlig med en konstant inflationstakt. Begreppet har sin bakgrund inom monetarismen, och forskning av bland annat Milton Friedman och Abba P. Lerner. 

## Teori
När antalet arbetslösa minskar i ett marknadsekonomiskt samhälle så ökar konsumenternas sammanlagda köpkraft. När köpkraften ökar så försämras penningvärdet. Vid inflation försämras de inhemska företagens internationella konkurrenskraft vilket i sin tur leder till ökad arbetslöshet. Detta är ett sätt att styra ett lands ekonomi genom att låta inflationen vara regulator för arbetslösheten. Det finns enligt monetaristisk ekonomiteori en "naturlig arbetslöshet" som kan beräknas med hjälp av NAIRU. Sådan arbetslöshet består bara delvis av arbetsmarknadens naturliga tröghet; att det tar tid för individer att hitta passande jobb och vice versa att hitta matchande ersättare. En annan egenskap hos teorin är att om arbetslösheten under en lång period är hög, kommer arbetsgivare tendera att ge de befintliga arbetarna som har färska kunskaper högre lön (vilket anses inflationsdrivande) och längre arbetstider, hellre än att anställa oprövade arbetslösa.[källa behövs]
Arbetslöshet sänker enligt Okuns lag den totala produktionen i ett land. För varje 1 procent arbetslöshetsökning minskar produktionen med ungefär 2 procent. Ett lägre kapacitetsutnyttjande gör att färre råvaror och därmed billigare sådana används.

## Sverige
Konjunkturinstitutet bedömde i oktober 2016 att jämviktsarbetslösheten i Sverige var ca 6,7 procent och att den successivt stiger till 6,9 procent år 2025 . Tidigare svenska undersökningar under perioden 1993-2002 kom fram till siffror på cirka 2-6 procent, samt att nivån under 1990-talet var högre än den under 1980-talet.